# Sodus (ville, New York)
Ne doit pas être confondu avec Sodus (village, New York).
La ville de Sodus est une municipalité située dans le comté de Wayne dans l'État de New York. 
Lors du recensement de 2000, sa population s'élevait à 8 949 habitants, et en 2010 elle était de 8 384 habitants